# Арион, Франк Мартинус
Франк Мартинус Арион, собственно Франк Эфраим Мартинус (нидерл. Frank Martinus Arion, Frank Efraim Martinus, 17 декабря 1936, Кюрасао, тогда Нидерландские Антильские острова — 28 сентября 2015) — антильский писатель, писавший на голландском языке.

## Биография
В 1955 году приехал в Нидерланды, изучал голландскую литературу в Лейденском университете, познакомился и подружился там с будущим писателем и политическим деятелем, своим соотечественником Николаасом (Колой) Дебротом. Работал на радио. Начал публиковаться. В 1975 году переехал в Парамарибо, преподавал в Instituut voor de Opleiding van Leraren. Женился на суринамской писательнице и антропологе Труди Гуда. В 1981 году вернулся на родину. Исследовал судьбу и отстаивал права папьяменто.
Проза писателя переведена на английский, немецкий, испанский языки.
Скончался 28 сентября 2015 года.

## Произведения
- 1957 — Stemmen uit Afrika (стихи)
- 1970 — In de wolken (стихи)
- 1972 — Bibliografie van het Papiamentu
- 1973 — Двойная игра/ Dubbelspel (роман, Lucy B. en C.W. van der Hoogtprijs, 1974; англ. пер. 1998)
- 1974 — Sisyphiliaans alpinisme tegen miten
- 1975 — Afscheid van de koningin (роман)
- 1977 — Albert Helman, de eenzame jager
- 1979 — Nobele wilden (роман)
- 1993 — De ibismensmuis
- 1995 — Последняя свобода/ De laatste vrijheid (роман)
- 1996 — The Kiss of a Slave. Papiamentu’s West-African Connections (докторская диссертация)
- 2001 — De eeuwige hond
- 2005 — Eén ding is droevig
- 2006 — De deserteurs (роман)
- 2006 — Три романа/ Drie romans (включает: Afscheid van de koningin; Nobele wilden; De laatste vrijheid)
- 2009 — Intimiteiten van het schrijven (эссе)

## Признание
Кавалер Ордена Оранских-Нассау (1992).